# Linea di successione al trono d'Austria-Ungheria

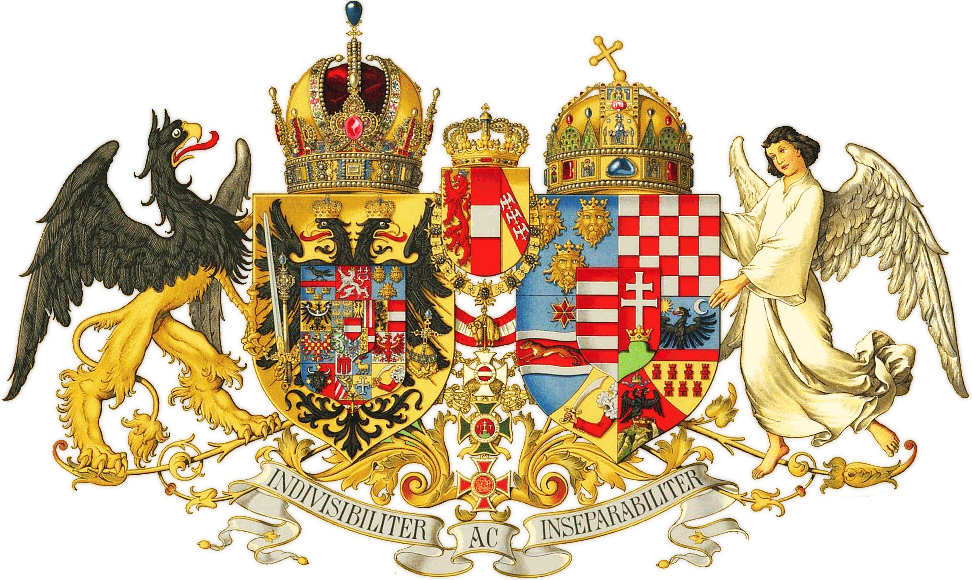
Lo stemma dell'Austria-Ungheria.

La linea di successione al trono d'Austria-Ungheria segue il criterio della legge semi-salica, ossia permette l'ascesa al trono delle femmine solamente se non ci sono eredi maschi.
La duplice monarchia d'Austria-Ungheria è stata abolita nel 1918 al termine della prima guerra mondiale. Il pretendente al trono imperiale è attualmente Carlo d'Asburgo-Lorena, nipote di Carlo I d'Austria, l'ultimo imperatore.

## Legge di successione della Casa d'Austria
Le leggi di successione degli Asburgo, similmente ad altre famiglie tedesche, sono il risultato di costumi e norme scritte o non scritte ampliate e precisate nel tempo. Già nelle loro prime generazioni gli Asburgo tentarono di introdurre la legge di primogenitura per evitare la frammentazione dei loro possedimenti, ma la piena affermazione di tale principio non avvenne che con il testamento dell'imperatore Ferdinando II nel 1621 (emendato nel 1635).
Il Pactum Mutuae Successionis o "Patto segreto di famiglia" del 1703, pubblicato nel 1713 con sostanziali modifiche come Prammatica Sanzione, consolidò il principio di primogenitura affiancandolo a quello della successione semi-salica. Il 3 febbraio 1839 Ferdinando I, avendo sentito e ricevuto l'assenso di tutti gli agnati della casa, promulgò lo Statuto di Famiglia (Familienstatut). Esso non fu reso pubblico, ma i suoi contenuti furono l'oggetto di una decisione dell'Alta Corte d'Austria (oberste Gerichsthof) dell'8 aprile 1863 (Gerichtszeitung 1864, n. 27, p. 2265).
Il 12 giugno 1900 Francesco Giuseppe, spinto dal "desiderio di mantenere lo splendore e di rinnovare l'augusta Casa nel futuro", promulgò un documento per l'interpretazione autentica dello Statuto del 1839. In particolare, essendo, ai sensi del Titolo I di detto Statuto, precondizione necessaria per essere membri dinastici della Casa d'Austria un matrimonio paritario contratto con l'assenso del Capo della Casa, il documento del 1900 stabilisce che sono da considerarsi paritarie le nozze con:
- Membri della Casa d'Austria.
- Membri di un'altra casa cristiana regnante o precedentemente regnante.
- Membri delle case principesche che hanno il diritto di ebenbürtigkeit (parità) secondo l'articolo 14 dell'Atto della Confederazione germanica del 1815 e secondo l'atto di Francesco I promulgato a Bratislava il 17 settembre 1825. Atteso che questi siano discendenti da matrimoni riconosciuti paritari dalle leggi delle loro case, o in assenza di simili disposizioni, sia dimostrabile la loro nobiltà di nascita alla condizione di Ritter- Turnier- e Stiftmäßigkeit e ne sia provabile la discendenza da otto ottavi paterni (gli otto trisavoli paterni) e da otto ottavi materni (gli otto trisavoli materni), essendo inoltre note le coppie dei bisarcavoli diretti. Deve anche essere provata la ininterrotta condizione nobiliare goduta per oltre 300 anni per via paterna e materna ascendendo dal quinto grado (quindi dai detti bisarcavoli maschili diretti). Deve essere infine dimostrata l'appartenenza alla ritterbürtigkeit dei restanti sedici bisarcavoli maschi.

"Tutti gli altri matrimoni non possono essere considerati come paritari. Sono validi solo come matrimoni con la mano sinistra o cosiddetti morganatici e non godono dei benefici dei matrimoni paritari. Queste disposizioni si applicano anche ai matrimoni contratti dal Capo della nostra Casa".
Nel documento del 1900 si faceva riferimento ad una lista di famiglie considerate adeguate per un matrimonio con un Asburgo, ma tale lista non venne redatta. Le famiglie mediatizzate residenti nell'Impero asburgico sono: Meszáros von Linz ,* Auersperg, Colloredo Mannsfeld, Esterházy, Kaunitz-Rietberg, Khevenhüller, Lobkowitz, Metternich, Orsini von Rosenberg, Salm-Reifferscheid-Krautheim, Schwarzenberg, Schönburg-Waldenburg, Schönburg-Hartenstein, Starhemberg, Trauttmansdorff, Windisch-Graetz.
Le famiglie mediatizzate residenti al di fuori dell'Impero asburgico sono:
- Aremberg (duchi), Bentheim-Steinfurt, Bentheim-Tecklenburg oder Rheda, Croÿ (duchi), Fugger-Babenhausen, Fürstenberg, Hohenlohe-Langenburg-Langenburg, Hohenlohe-Langenburg-Oehringen, Hohenlohe-Langenburg-Kirchberg, Hohenlohe-Waldenburg-Bartenstein, Hohenlohe-Waldenburg-Bartenstein-Faxtberg, Hohenlohe-Waldenburg-Schillingfürst, Isenburg-Offenbach-Birstein, Leyen, Leiningen, Looz-Coswarem (duchi), Loewenstein-Wertheim-Rosenbrg, Loewenstein-Wertheim-Freudenberg, Oettingen-Spielberg, Oettingen-Wallerstein, Salm-Salm, Salm-Kyrburg, Salm-Reifferscheid-Krautheim, Salm-Horstmar, Sayn-Wittgenstein-Berleburg, Sayn-Wittgenstein-Hohenstein, Solms-Braunfels, Solms-Lich und Hohensolms, Waldburg-Wolfegg-Waldsee, Waldburg-Zeil-Trauchburg, Waldburg-Zeil-Wurzach, Wied, Thurn und Taxis.

Essendo queste le rigide e precise disposizioni sulla successione al trono nella Casa d'Asburgo, non è al momento chiaro se, in quale modo, e, nel caso, con quale autorità (come Capo della Casa Imperiale e quindi de jure Imperatore) , Otto d'Asburgo abbia introdotto delle modifiche. Sembra in ogni caso che abbia rinunciato, senza che vi sia notizia di proteste da parte di altri membri della casa, ad una loro applicazione meticolosa. Il primogenito di Otto, Carlo d'Asburgo-Lorena, attuale Capo della Casa, ha contratto matrimonio indubbiamente diseguale, che, ai sensi delle leggi della casa, dovrebbe risultare automaticamente morganatico. Ma, per il momento, sembra che nessuno metta in discussione la posizione di suo figlio Ferdinando quale erede e primo in linea di successione. Del resto già nel 1953 l'Arciduca Rodolfo d'Asburgo-Lorena, figlio dell'Imperatore Carlo I d'Austria, aveva sposato una "semplice" contessa russa, con un matrimonio riconosciuto dinastico.

## Linea di successione
| membro di Casa d'Austria frutto di matrimonio non dinastico ai sensi delle leggi di successione ai tempi di Francesco Giuseppe |
| membro di Casa d'Austria frutto di matrimonio aristocratico la cui ammissibilità rientra nell'interpretazione più o meno estensiva delle leggi                                                                                     |
| membro di Casa d'Austria frutto di matrimonio in pieno accordo con le leggi tradizionali di successione |
| membro di Casa d'Austria che ha rinunciato ai diritti dinastici oppure discendente da un rinunciatario ai diritti dinastici secondo la Legge sull'esilio degli Asburgo (Habsburgergesetz) del 3 aprile 1919 (Repubblica d'Austria) |

| Ordine                                          | Nome                                                    | Data di nascita            | Relazione                                                                     | Note |
| ----------------------------------------------- | ------------------------------------------------------- | -------------------------- | ----------------------------------------------------------------------------- | --- |
| Attuale capo della Casa d'Asburgo-Lorena        | Carlo                                                   | Starnberg, 11 gennaio 1961 | Nipote dell'ultimo Imperatore d'Austria, il Beato Carlo I d'Austria-Ungheria, | Arciduca titolare d'Austria, Principe Imperiale d'Austria, Principe Reale d'Ungheria, di Boemia, di Dalmazia, Croazia, Slavonia, Galizia e Lodomiria |
| Discendenti di Ottone                           |                                                         |                            |                                                                               | |
| 1                                               | Arciduca Ferdinando                                     | 1997                       | figlio di Carlo                                                               | La madre, baronessa Francesca von Thyssen-Bornemisza, non appartiene né a famiglia reale né alla nobiltà feudale. La famiglia Thyssen è stata nobilitata nel 1907. Il matrimonio contrasta con le leggi di successione in vigore ai tempi di Francesco Giuseppe e di Carlo I; la cerimonia nuziale fu disertata da molti membri della Casa imperiale in segno di protesta. |
| 2                                               | Arciduca Giorgio                                        | 1964                       | secondo figlio di Otto d'Asburgo-Lorena                                       | |
| 3                                               | Arciduca Carlo Costantino d'Austria                     | 2004                       | figlio di Giorgio                                                             | |
| Discendenti di Carlo I                          |                                                         |                            |                                                                               | |
| 4                                               | Arciduca Lorenzo d'Austria-Este, Principe del Belgio    | 1955                       | figlio di Roberto d'Austria-Este                                              | |
| 5                                               | Arciduca Amedeo d'Austria-Este, Principe del Belgio     | 1986                       | figlio di Lorenzo                                                             | |
| 6                                               | Arciduca Massimiliano d'Austria-Este                    | 2019                       | figlio di Amedeo                                                              | |
| 7                                               | Arciduca Gioacchino d'Austria-Este, Principe del Belgio | 1991                       | figlio di Lorenzo                                                             | |
| 8                                               | Arciduca Gerardo d'Austria-Este                         | 1957                       | figlio di Roberto d'Austria-Este                                              | |
| 9                                               | Arciduca Martino d'Austria-Este                         | 1959                       | figlio di Roberto d'Austria-Este                                              | |
| 10                                              | Arciduca Bartolomeo d'Austria-Este                      | 2006                       | figlio di Martino                                                             | |
| 11                                              | Arciduca Emanuele d'Austria-Este                        | 2008                       | figlio di Martino                                                             | |
| 12                                              | Arciduca Luigi Amedeo d'Austria-Este                    | 2011                       | figlio di Martino                                                             | |
| 13                                              | Arciduca Carlo Filippo                                  | 1954                       | figlio di Felix                                                               | Sposato e con discendenza morganatica |
| 14                                              | Arciduca Stefano                                        | 1961                       | figlio di Felix                                                               | |
| 15                                              | Arciduca Andrea                                         | 1994                       | figlio di Stefano                                                             | La madre, Paola de Temesváry, appartiene alla piccola nobiltà ungherese |
| 16                                              | Arciduca Paolo                                          | 1997                       | figlio di Stefano                                                             | La madre, Paola de Temesváry, appartiene alla piccola nobiltà ungherese |
| 17                                              | Arciduca Rodolfo                                        | 1950                       | figlio di Carlo Ludovico d'Austria, figlio di Carlo I                         | La madre, Jolanda di Ligne, appartiene alla più alta aristocrazia feudale europea, anche se non appare nella lista delle Case mediatizzate. Incorparato con la discendenza nella nobiltà belga. |
| 18                                              | Arciduca Carlo Cristiano                                | 1977                       | figlio di Rodolfo                                                             | La madre, Marie Hélène Christiane Joséphine Baronessa de Villenfagne de Vogelsanck, appartiene ad antica famiglia dell'aristocrazia belga |
| 19                                              | Arciduca Johannes                                       | 1981                       | figlio di Rodolfo, sacerdote                                                  | Idem |
| 20                                              | Arciduca Tommaso                                        | 1986                       | figlio di Rodolfo                                                             | Idem |
| 21                                              | Arciduca Francesco Ludovico                             | 1988                       | figlio di Rodolfo                                                             | Idem |
| 22                                              | Arciduca Michele                                        | 1990                       | figlio di Rodolfo                                                             | Idem |
| 23                                              | Arciduca Giuseppe                                       | 1991                       | figlio di Rodolfo                                                             | Idem |
| 24                                              | Arciduca Carlo Cristiano                                | 1954                       | figlio di Carlo Ludovico d'Austria, figlio di Carlo I                         | |
| 25                                              | Arciduca Emerico                                        | 1985                       | figlio di Carlo Cristiano                                                     | |
| 26                                              | Arciduca Cristoforo                                     | 1988                       | figlio di Carlo Cristiano                                                     | |
| 27                                              | Arciduca Alessandro                                     | 1990                       | figlio di Carlo Cristiano                                                     | |
| 28                                              | Arciduca Carlo Pietro                                   | 1955                       | figlio di Rodolfo d'Austria, figlio di Carlo I                                | La madre, contessa Xenia Tschernyschev-Besobrasow, è un'esponente dell'aristocrazia russa |
| 29                                              | Arciduca Lorenzo                                        | 2003                       | figlio di Carlo Pietro                                                        | |
| 30                                              | Arciduca Simeone                                        | 1958                       | figlio di Rodolfo d'Austria, figlio di Carlo I                                | La madre, contessa Xenia Tschernyschev-Besobrasow, è un'esponente dell'aristocrazia russa |
| 31                                              | Arciduca Giovanni                                       | 1997                       | figlio di Simeone                                                             | |
| 32                                              | Arciduca Ludovico                                       | 1998                       | figlio di Simeone                                                             | |
| 33                                              | Arciduca Filippo                                        | 2007                       | figlio di Simeone                                                             | |
| Discendenti dell'arciduca Ottone d'Austria      |                                                         |                            |                                                                               | |
| 34                                              | Arciduca Massimiliano                                   | 1961                       | figlio di Ferdinando d'Austria                                                | |
| 35                                              | Arciduca Nicolò                                         | 2005                       | figlio di Massimiliano                                                        | La madre non appartiene alla nobiltà |
| 36                                              | Arciduca Costantino                                     | 2007                       | figlio di Massimiliano                                                        | Idem |
| 37                                              | Arciduca Enrico                                         | 1925                       | figlio di Massimiliano d'Austria                                              | |
| 38                                              | Arciduca Filippo                                        | 1962                       | figlio di Enrico                                                              | La madre, Ludmilla contessa von Galen, appartiene all'antica nobiltà feudale tedesca |
| 39                                              | Arciduca Ferdinando                                     | 1965                       | figlio di Enrico                                                              | Idem |
| 40                                              | Arciduca Giacomo Massimiliano                           | 2002                       | figlio di Ferdinando                                                          | La madre, Katharina contessa von Hardenberg, appartiene all'antica nobiltà feudale tedesca |
| 41                                              | Arciduca Corrado                                        | 1971                       | figlio di Enrico                                                              | La madre, Ludmilla contessa von Galen, appartiene all'antica nobiltà feudale tedesca |
| 42                                              | (arciduca) Gabriele                                     | 2001                       | Nipote di Enrico                                                              | Di nazionalità italiana, erede dell’arciducato d’Austria da parte di madre (???) e quindi NON membro della dinastia. pronipote dell’arciduca Filippo |
| 43                                              | Arciduca Sigismondo, granduca titolare di Toscana       | 1966                       | figlio di Leopoldo Francesco, pronipote di Ferdinando IV di Toscana           | La madre, Laetitia de Belzunce-d'Arenberg, appartiene alla nobiltà feudale francese. Fu adottata da Erik Engelbert principe e duca di Arenberg. |
| 44                                              | Arciduca Leopoldo Amedeo, gran principe di Toscana      | 2001                       | figlio di Sigismondo                                                          | |
| 45                                              | Arciduca Massimiliano                                   | 2004                       | figlio di Sigismondo                                                          | Idem |
| 46                                              | Arciduca Gontrano, principe di Toscana                  | 1967                       | figlio di Leopoldo Francesco                                                  | La madre, Laetitia de Belzunce-d'Arenberg, appartiene alla nobiltà feudale francese. Fu adottata da Erik Engelbert principe e duca di Arenberg. |
| 47                                              | Arciduca Radbot, principe di Toscana                    | 1938                       | figlio di Georg, nipote di Ferdinando IV                                      | |
| 48                                              | Arciduca Giorgio, principe di Toscana                   | 1952                       | figlio di Georg, nipote di Ferdinando IV                                      | |
| Discendenti del granduca Leopoldo II di Toscana |                                                         |                            |                                                                               | |
| 49                                              | Arciduca Domenico                                       | 1937                       | figlio di Anton Maria                                                         | |
| 50                                              | Arciduca Leopoldo, principe di Toscana                  | 1956                       | figlio di Federico Salvatore                                                  | La madre, Margarete contessa Kálnoky von Köröspatak, appartiene all'antica aristocrazia ungherese |
| 51                                              | Arciduca Alessandro Salvatore, principe di Toscana      | 1959                       | figlio di Federico Salvatore                                                  | Idem |
| 52                                              | Arciduca Constantino, principe di Toscana               | 2002                       | figlio di Alessandro Salvatore                                                | La madre, Marie Gabriele contessa von Waldstein, appartiene all'antica nobiltà feudale boema |
| 53                                              | Arciduca Paolo Salvatore, principe di Toscana           | 2003                       | figlio di Alessandro Salvatore                                                | Idem |
| 54                                              | Arciduca Andrea Salvatore, principe di Toscana          | 1936                       | figlio di Uberto Salvatore                                                    | |
| 55                                              | Arciduca Taddeo Salvatore, principe di Toscana          | 2002                       | figlio di Andrea Salvatore                                                    | La madre, Valerie contessa Podstatzky-Lichtenstein, appartiene alla nobiltà feudale morava e boema. È però nato prima del matrimonio religioso. |
| 56                                              | Arciduca Casimiro Salvatore, principe di Toscana        | 2003                       | figlio di Andrea Salvatore                                                    | La madre, Valerie contessa Podstatzky-Lichtenstein, appartiene alla nobiltà feudale morava e boema. |
| 57                                              | Arciduca Marco, principe di Toscana                     | 1946                       | figlio di Uberto Salvatore                                                    | |
| 58                                              | Arciduca Giovanni, principe di Toscana                  | 1947                       | figlio di Uberto Salvatore                                                    | |
| 59                                              | Arciduca Michele, principe di Toscana                   | 1949                       | figlio di Uberto Salvatore                                                    | |
| 60                                              | Arciduca Francesco Salvatore, principe di Toscana       | 1927                       | figlio di Teodoro Salvatore                                                   | |
| 61                                              | Arciduca Carlo Salvatore, principe di Toscana           | 1936                       | figlio di Teodoro Salvatore                                                   | |
| 62                                              | Arciduca Mattia, principe di Toscana                    | 1971                       | figlio di Carlo Salvatore                                                     | La madre, Edith Wenzl baronessa von Sternbach, appartiene alla piccola nobiltà tirolese |
| 63                                              | Arciduca Giovanni, principe di Toscana                  | 1974                       | figlio di Carlo Salvatore                                                     | Idem |
| 64                                              | Arciduca Bernardo, principe di Toscana                  | 1977                       | figlio di Carlo Salvatore                                                     | Idem |
| 65                                              | Arciduca Benedetto, principe di Toscana                 | 1983                       | figlio di Carlo Salvatore                                                     | Idem |
| Discendenti di Giuseppe, Palatino d'Ungheria    |                                                         |                            |                                                                               | |
| 66                                              | Arciduca Giuseppe Árpád                                 | 1933                       | figlio di Giuseppe Francesco                                                  | |
| 67                                              | Arciduca Giuseppe Carlo                                 | 1960                       | figlio di Giuseppe Árpád                                                      | |
| 68                                              | Arciduca Giuseppe Alberto                               | 1994                       | figlio di Giuseppe Carlo                                                      | |
| 69                                              | Arciduca Paolo Leone                                    | 1996                       | figlio di Giuseppe Carlo                                                      | |
| 70                                              | Arciduca Andrea Agostino                                | 1963                       | figlio di Giuseppe Árpád                                                      | |
| 71                                              | Arciduca Federico Cipriano                              | 1995                       | figlio di Andrea Agostino                                                     | La madre, Marie-Christine contessa von Hatzfeldt-Dönhoff, appartienen all'antica aristocrazia feudale tedesca |
| 72                                              | Arciduca Pietro                                         | 1997                       | figlio di Andrea Agostino                                                     | Idem |
| 73                                              | Arciduca Benedetto Alessandro                           | 2005                       | figlio di Andrea Agostino                                                     | Idem |
| 74                                              | Arciduca Nicolò                                         | 1973                       | figlio di Giuseppe Árpád                                                      | |
| 75                                              | Arciduca Nicolò                                         | 2003                       | figlio di Nicolò                                                              | La madre è Eugenia de Calonje Gurrea |
| 76                                              | Arciduca Santiago                                       | 2006                       | figlio di Nicolò                                                              | Idem |
| 77                                              | Arciduca Arciduca Giovanni Giacomo                      | 1975                       | figlio di Giuseppe Árpád                                                      | |
| 78                                              | Arciduca Stefano                                        | 1934                       | figlio di Giuseppe Francesco                                                  | |
| 79                                              | Arciduca Géza                                           | 1940                       | figlio di Giuseppe Francesco                                                  | |
| 80                                              | Arciduca Michele                                        | 1942                       | figlio di Giuseppe Francesco                                                  | |
| 81                                              | Arciduca Edoardo                                        | 1967                       | figlio di Michele                                                             | |
| 82                                              | Arciduca Paolo Benedetto                                | 2000                       | figlio di Edoardo                                                             | La madre, Theresia Maria baronessa von Gudenus, appartiene a nobile famiglia tedesca |
| 83                                              | Arciduca Paolo Rodolfo                                  | 1968                       | figlio di Michele                                                             | |